# Президентская республика
Президентская республика — форма государственного правления, характеризующаяся значительной ролью президента в системе государственных органов, соединением в его руках полномочий главы государства и главы правительства. 
Президентскую республику также называют дуалистической республикой, подчёркивая тем самым факт чёткого разделения двух властей: сосредоточения сильной исполнительной власти в руках президента, а законодательной — в руках парламента.

## Отличительные черты президентской республики
- внепарламентский метод избрания президента (либо напрямую народом — Колумбия, Турция, либо коллегией выборщиков — США),
- внепарламентский метод формирования правительства, то есть его формирует президент. Президент является и фактически, и юридически главой правительства (пост премьер-министра отсутствует, как, например, в США или Турции с 2018 года), или он назначает главу правительства (Камерун, Кот-д’Ивуар). Правительство несёт ответственность только перед президентом, а не перед парламентом, так как только президент может отправить его в отставку,
- в целом, при такой форме правления президент обладает гораздо большими полномочиями по сравнению с парламентской республикой (является главой исполнительной власти, утверждает законы путём подписания, имеет право отправить правительство в отставку), но в президентской республике часто президент лишён права роспуска парламента, а парламент лишён права выразить недоверие правительству, но может сместить президента (процедура импичмента).

К президентским республикам относят США, большинство республик Латинской Америки и Африки.
Классической президентской республикой являются Соединённые Штаты Америки. В основе Конституции США лежит принцип разделения властей. Согласно данной конституции, законодательная власть принадлежит Конгрессу, исполнительная — президенту, судебная — Верховному Суду. Президент, избираемый коллегией выборщиков, формирует правительство из лиц, принадлежащих к его партии.
Президентские республики распространены в странах Латинской Америки. Эта форма правления встречается также в некоторых странах Азии и Африки. Правда, подчас в этих странах власть главы государства на деле выходит за конституционные рамки, и, в частности, латиноамериканские президентские республики неоднократно характеризовались исследователями как суперпрезидентские.